# Stadion im. Kim Ir Sena
Stadion im. Kim Ir Sena (kor. 김일성경기장) – stadion w Pjongjangu, stolicy KRLD, służący głównie do rozgrywania meczów piłki nożnej. Wybudowany został w latach okupacji Półwyspu Koreańskiego przez Japończyków. 

## Historia
Wybudowany w latach 20. XX wieku jeszcze przez japońskiego okupanta jako Kirimri Stadium. Był pierwszym miejscem, w którym przemawiał Kim Ir Sen po wyzwoleniu kraju w 1945. W pierwotnej formie obiekt ulokowany w parku Moranbong przetrwał do wojny koreańskiej, gdy został zniszczony przez amerykańskie bombardowania.
Stadion odbudowano w 1969. Z pojemnością 70 tysięcy miejsc stał się areną meczów międzynarodowych jak i ligowych. W 1982 stadion przemianowano na cześć Kim Ir Sena.
Obecnie stadion może pomieścić 50 tysięcy widzów i po serii modernizacji w 2015–2016 spełnia wszystkie wymogi FIFA.

## Wydarzenia
W latach dziewięćdziesiątych stadion był miejscem Ludowych Gier Masowych.
Na stadionie rozpoczyna się i kończy Maraton w Pjongjangu (ang. Pyongyang Marathon).